# Stuttgart Hauptbahnhof

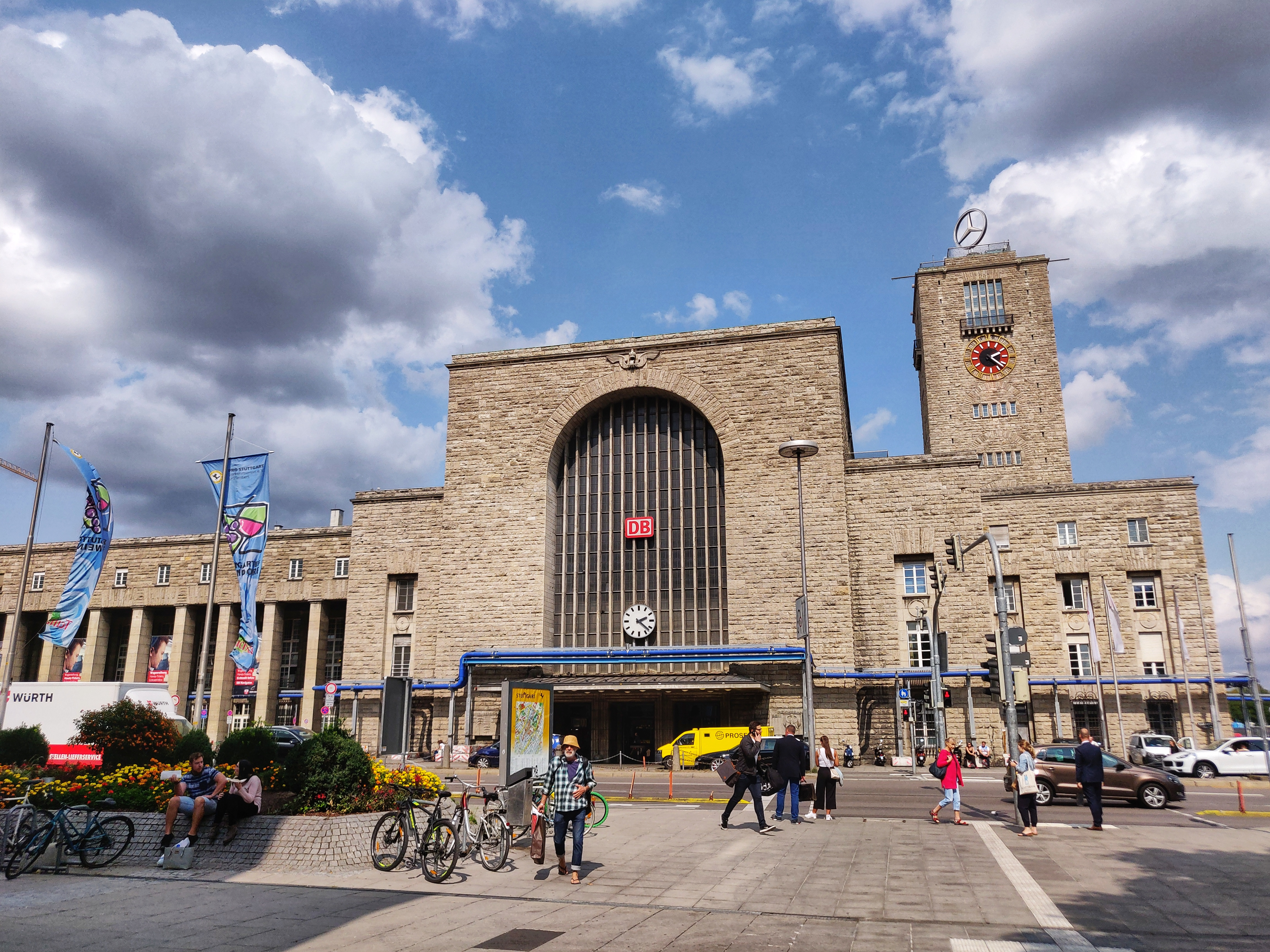
Stuttgart Hauptbahnhof 2018.

Stuttgarts centralstation (tyska: Stuttgart Hauptbahnhof) ritades av Paul Bonatz och är en viktig lokal- och regional kollektivtrafikknutpunkt i Stuttgart i sydvästra Tyskland. 
Stationen är en av Stuttgarts mest kända byggnader genom sitt höga torn. Byggnaden ses som ett viktigt exempel på 1920-talets arkitektur i staden.
Stationen ansluter till Stuttgarts stadsbana. Infrastrukturprojektet Stuttgart 21 har delvis förändrat stationens roll.